# Валдкрајбург
Валдкрајбург (њем. Waldkraiburg) град је у њемачкој савезној држави Баварска. Једно је од 31 општинског средишта округа Милдорф ам Ин. Према процјени из 2010. у граду је живјело 24.037 становника. Посједује регионалну шифру (AGS) 9183148.

## Географски и демографски подаци
Валдкрајбург се налази у савезној држави Баварска у округу Милдорф ам Ин. Град се налази на надморској висини од 436 метара. Површина општине износи 21,5 km². У самом граду је, према процјени из 2010. године, живјело 24.037 становника. Просјечна густина становништва износи 1.116 становника/km².

## Међународна сарадња
| Мјесто | Држава    | Врста сарадње | Од    |
| ------ | --------- | ------------- | ----- |
|        | Француска | контакт       | 2000. |
| Извор  |           |               |       |